# شاهزاده أحمد (ابن مراد الرابع)
شاهزاده أحمد هو ابن السلطان مراد الرابع بن أحمد الأول بن محمد الثالث بن مراد الثالث بن سليم الثاني بن سليمان القانوني بن سليم الأول بن بايزيد الثاني بن محمد الفاتح بن مراد الثاني بن محمد الأول جلبي بن بايزيد الأول بن مراد الأول بن أورخان غازي بن عثمان بن أرطغل 
ولد شاهزاده أحمد 21 ديسمبر 1628م و توفي في سنة 1639م و هو أول أبناءه من الذكور و الإناث و أطول أبناءه الذكور عمرا و قتل و هو في سن الحادية عشرة.